# Ponziano Togni
Ponziano Togni (* 8. Februar 1906 in Plurs; † 10. Juni 1971 in Bellinzona, heimatberechtigt in San Vittore) war ein italienischer Architekt, Maler, Zeichner und Wandmaler.

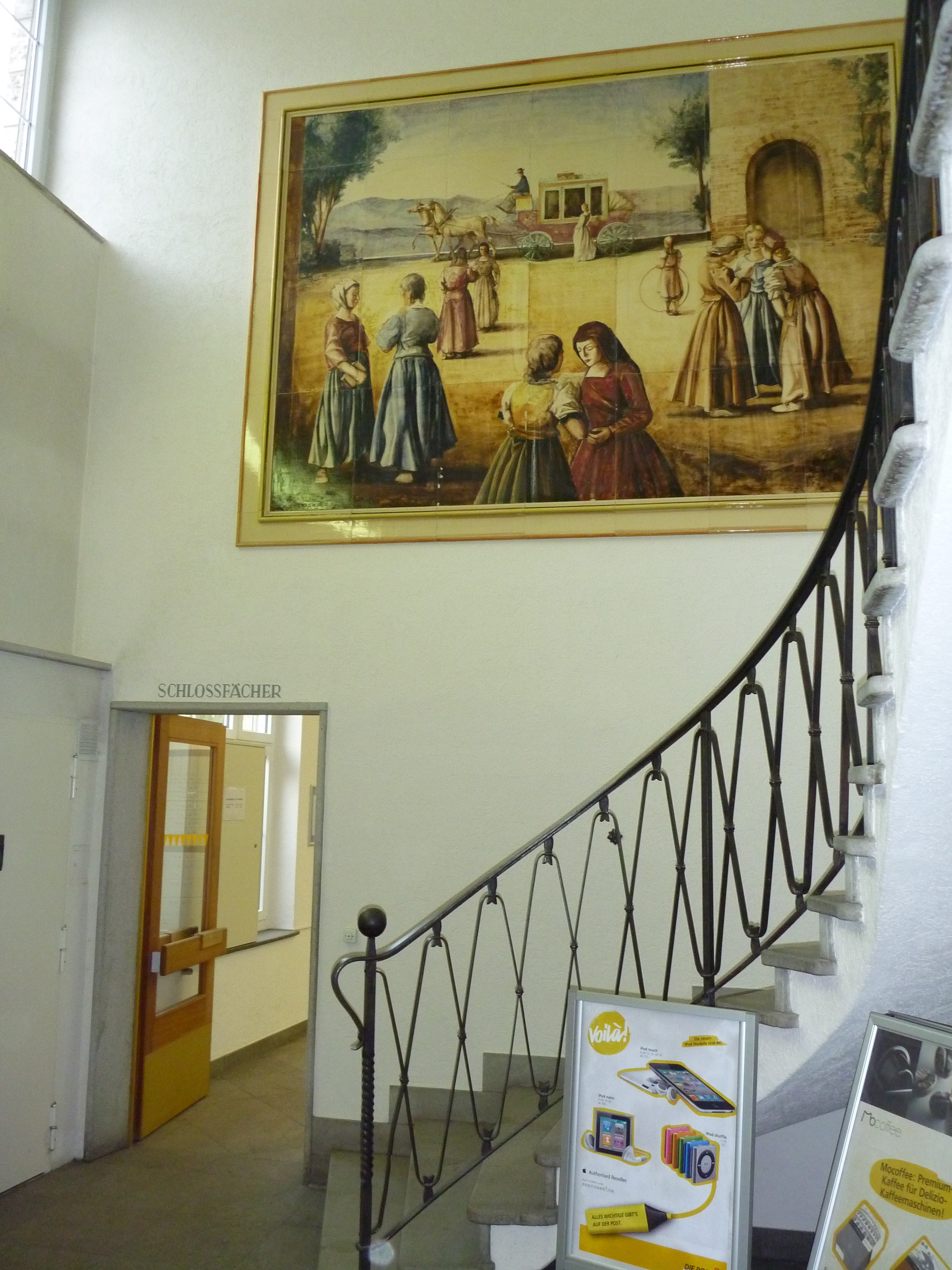
Foyer der Post in Arosa mit Bild von Ponziano Togni (1950)

## Leben
Ponziano war Sohn des Brauereibesitzers Vittore und dessen Ehefrau Giuseppina geborene Vanossi. Er heiratete 1935 Bianca Dagnino aus Genua. Er verbrachte seine Jugend in Chiavenna und besuchte das Gymnasium im Internat von Saronno. Nach dem Studium der Architektur und der Malerei an der Schule Beato Angelico und an der Accademia di Belle Arti di Brera in Mailand und dem Abschluss in Architektur (1930) widmete er sich der Malerei.
Von 1936 bis 1940 verbrachte er die Wintermonate in Florenz an der Accademia di Belle Arti und die Sommermonate in Kanton Graubünden. Er lebte hauptsächlich in Poschiavo, Sedrun, Zürich und in der Ortschaft Monticello der Gemeinde San Vittore. Er malte Interieurs, Stillleben, Porträts und Landschaften in der Tradition der italienischen Malerei. Die Darstellungen von Atelierinterieurs zeugen vom Einfluss der Pittura metafisica. Ponziano erstellte auch Wandmalereien.